# Narodi svijeta V
Narodi svijeta V
Vahi, vlastiti naziv; Ostali vlastiti nazivi: vuhh, hik.
- Lokacija:
- Jezik/porijeklo: hik zik.
- Populacija (2007):
- Vanjske poveznice:

Valonci. Ostali nazivi:
- Lokacija:
- Jezik/porijeklo:
- Populacija (2007):
- Vanjske poveznice:

Vasojevići, crnogorsko pleme
Vepsi. Ostali nazivi: sebe nazivaju i vepslaine, bepslaane, lüdinik i lüdilaine. U ruski kronikama iz 9. stoljeća poznati kao Âåñü. Вепсы (ruski)
- Lokacija:
- Jezik/porijeklo:
- Populacija (2007):
- Vanjske poveznice:

Vijetnamci. Ostali nazivi: Anamiti (stariji naziv).
- Lokacija:
- Jezik/porijeklo:
- Populacija (2007):
- Vanjske poveznice:

Voguli. Ostali nazivi: Mansi, Манси.
- Lokacija:
- Jezik/porijeklo:
- Populacija (2007):
- Vanjske poveznice:

Voti. Ostali nazivi: vadjalain, vaddalain, vadjakko, Водь (ruski)
- Lokacija:
- Jezik/porijeklo: vadyaa cheeli
- Populacija (2007):
- Vanjske poveznice:

Vemgo 	Adamawa, Nigerija
Verre 	Adamawa, Nigerija
Vommi 	Taraba, Nigerija